# Festa do Avante!
A Festa do Avante! é um festival político, cultural, desportivo, gastronómico, musical, e teatral com a duração de 3 dias, realizado pelo Partido Comunista Português. É o maior e o primeiro evento político-cultural realizado em Portugal.
É realizada na Quinta da Atalaia, freguesia da Amora, concelho do Seixal, perto da Baía do Seixal. É aberta ao público, mediante um título de entrada ("EP - Entrada Permanente") de valor reduzido e que dá acesso a todos os eventos que ali decorrem. Devido às dificuldades das edições anteriores, o PCP realizou uma campanha de angariação de fundos para a aquisição da quinta em 1990, evadindo assim «burocracias do foro financeiro e de prazos».
Todos os anos, os visitantes podem assistir a peças de teatro, ranchos folclóricos, grupos corais, dança e concertos de vários géneros musicais (incluindo música clássica) nos vários palcos, por onde passam dezenas de grupos de artistas. Realizam-se variados debates políticos com a participação de vários dirigentes do PCP, exposições políticas e de artes plásticas e a feira do livro, do disco, do artesanato entre vários outros programas desportivos e culturais, incluindo jogos tradicionais, balé, cinema, exposição de Ciência, espaço infantil, etc.
A abertura e o comício de encerramento são sempre feitos nos 1.º e no último dia da festa e contam sempre com convidados para discursar. Na abertura, quem discursa sempre é o secretário-geral do Partido Comunista Português. O comício de encerramento, que é realizado no último dia e no Palco 25 de Abril, conta sempre com intervenções de um membro da Juventude Comunista Portuguesa, do diretor do jornal Avante!, e do secretário-geral do Partido Comunista Português. O órgão do PCP referente à Festa do Avante! é a Comissão Organizadora da Festa do Avante!.

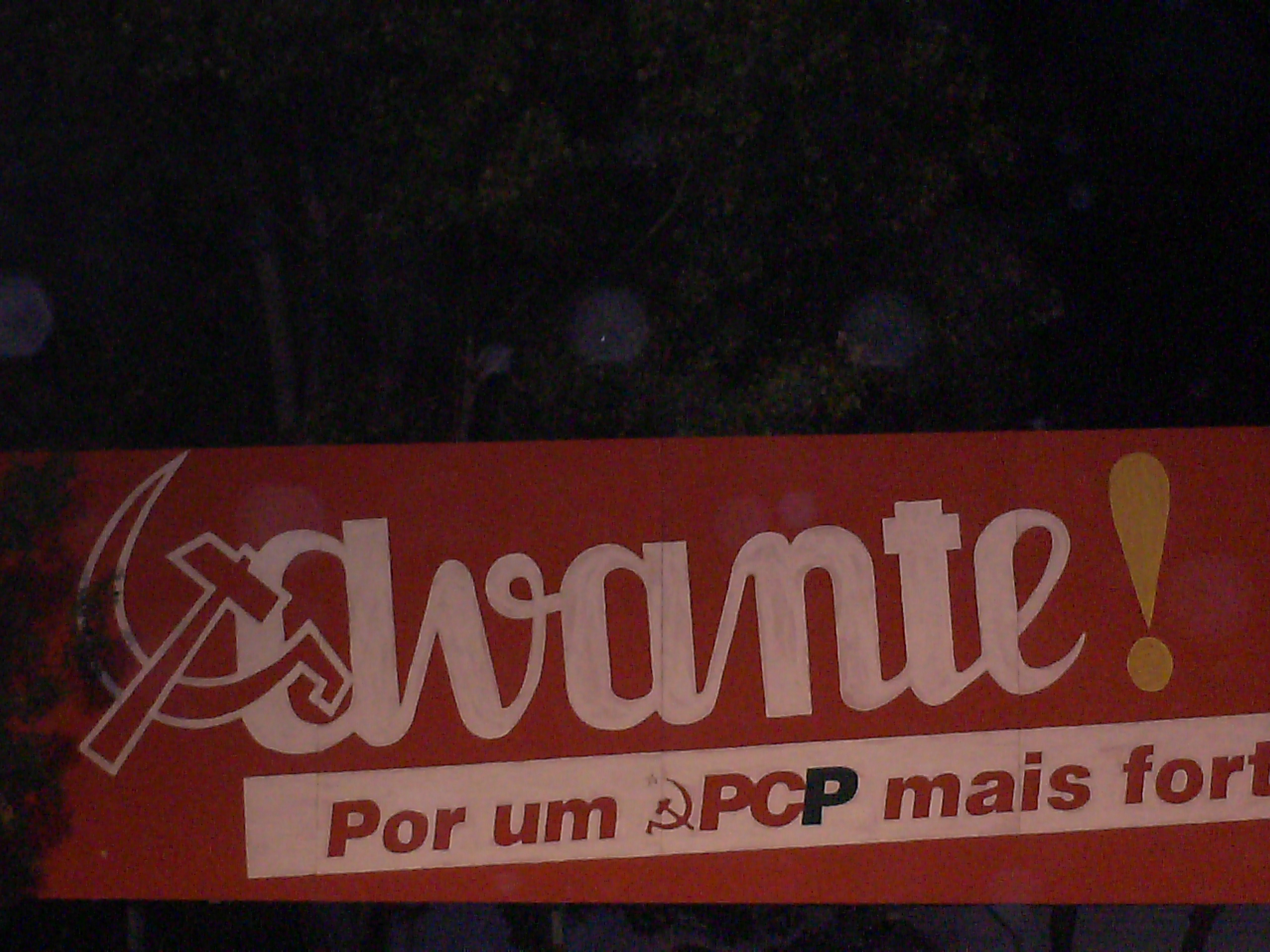
Cartaz de referência à Festa do Avante em 2009

## História

### Contexto
A sua criação foi pensada pouco depois da revolução de 25 de abril de 1974, onde o Partido Comunista Português sai da clandestinidade e é derrubada a ditadura do Estado Novo.
Dá-se no contexto do desmantelamento e nacionalização dos grandes grupos económicos, a reforma agrária com a expropriação dos grandes latifundiários e a criação de Unidades Coletivas de Produção controladas pelo PCP, conquistas de direitos dos trabalhadores, e a mais relevante para se entender como surgiu a Festa do Avante! — as «grandes campanhas de dinamização cultural». Com a conquista da liberdade de expressão, neste contexto são destacados o Grupo de Ação Cultural e a criação artística coletiva, «de inspiração coletivista importada», apesar de estas iniciativas não serem exclusivas ao PCP. As manifestações culturais de massas dos anos 74 e 75 foi o fator mais significativo que levou à sua criação.
A Festa permitiria a realização de iniciativas culturais e de convívio como parte de intervenção política, prosseguindo a prática que anteriormente era clandestina, isto é, antes do 25 de abril.

### Edições

#### Edição de 1976
A primeira edição da Festa do Avante! foi realizada em setembro de 1976, na antiga Feira Internacional de Lisboa.  O local já fora usado pelo PCP em 74 e 75 para passagens de ano e iniciativas do jornal Avante!. No entanto, haviam problemas como o seu tamanho diminuto e problemas securitários, nomeadamente o atentado bombista que se deu três dias antes da sua estreia.

#### Edições de 1977 e 1978
Em 1977, no âmbito da segunda edição, a Associação Industrial Portuguesa recusa ceder o espaço para a realização da Festa, para além de exigir ao PCP que cobrisse os estragos causados pela bomba. Escolheu-se mudar para um local ao ar livre, devido à natureza de um acontecimento popular e de massas.
No início, procurou-se utilizar a Quinta das Conchas, mas devido a preocupações ambientais o local não foi cedido. A segunda e terceira edição, em 1977 e 1978 respetivamente, realizaram-se no hipódromo do complexo desportivo do antigo estádio Nacional, até ser impedido pelo governo Mota Pinto/PPD/CDS, a pretexto de uma construção que nunca se chegou a realizar.

#### Edições de 1979 a 1987
De 1979 a 1986, realizou-se no Alto da Ajuda, mais precisamente, no Casalinho da Ajuda em Monsanto. No entanto, a impossibilidade de reutilização das infraestruturas era agravada pela vastidão do terreno, precisando de muitas pessoas para as construir.
Em 1987, a recusa da cedência do terreno pouco antes da realização da edição pelo então presidente da Câmara Municipal de Lisboa, Krus Abecasis, impossibilitou a realização da edição desse ano.

#### Edições de 1988 e 1989
De 1988 a 1989, realizou-se na Quinta do Infantado, em Loures. No entanto, esta era uma solução provisória, já que, devido a pertencer a um particular, requeria uma despesa extraordinária.

#### Edições de 1990 à atualidade

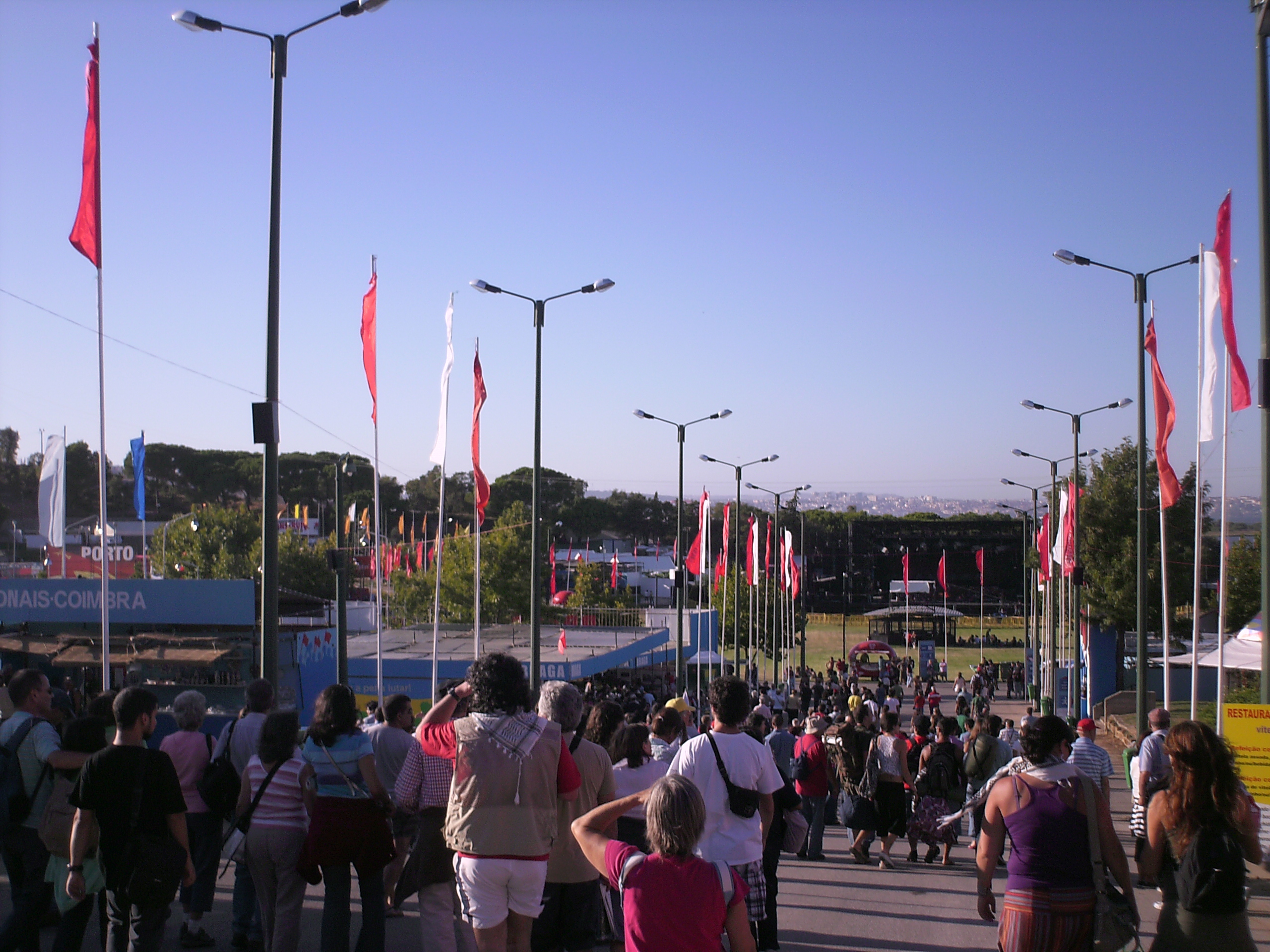
Vista geral do recinto na Festa do Avante

Devido às dificuldades das edições passadas, o PCP realizou uma campanha de angariação de fundos. Como resultado, ainda na edição de 1989, o então secretário-geral Álvaro Cunhal anunciou a Quinta da Atalaia, no Seixal, como o novo e definitivo local de realização da Festa do Avante!. A aquisição da Quinta da Atalaia permitiu a reutilização das infraestruturas e eram evadidas as «burocracias do foro finceiro e de prazos».
Esta tem uma área de cerca de 25 hectares e custou, na altura, 150 mil contos (cerca de 750 mil euros). A música Carvalhesa, que todos os anos abre e encerra a Festa, é, segundo Ruben de Carvalho, verdadeiramente emblemática.

### Estrutura histórica
A estrutura da Festa do Avante! não teve mudanças unicamente por razões logísticas, mas também por modernização e adaptação.

#### Fase de 1976
Nesta fase, tamanho do local deu à Festa do Avante! um caráter de exposição, com concertos, vendas de livros e discos, presença de jornais internacionais e discussão de temas — mas sem o elemento de festa popular, sem restaurantes e convívio à mesa.

#### Fase entre 1977 e 1989
Após alterações nas infraestruturas e «na lógica plástica dos pavilhões, personalizados por amplas decorações de cores fortes e chamativas», assim como a introdução da restauração e a mão de obra militante, numa «lógica de obra coletiva», a Festa adquire características nómadas ou itinerantes.

#### Fase entre 1990 até à atualidade
A última fase corresponde à aquisição de um espaço definitivo, com infraestruturas do mesmo caráter, e com uma câmara municipal, do Seixal, administrada pelo Partido.

## Logística
A Festa do Avante! realiza-se na primeira sexta, sábado e domingo de setembro de cada ano. A abertura do recinto dá-se às 18h de sexta, seguido da declaração de abertura feita no Palco 25 de Abril pelo secretário-geral do PCP, que saúda os trabalhadores e os visitantes da Festa. Em domingo, no último dia da Festa, realiza-se o Comício de encerramento com a participação do secretário-geral do PCP, do diretor do Avante!, e do responsável pela Comissão Política da Direção Nacional da JCP.
A entrada no evento é dada através de uma Entrada Permanente (EP) transmissível, vendida pelas delegações nacionais do PCP, e que pode ser comprada nos centros de trabalho do Partido.

## Estrutura

### Palcos e espaços

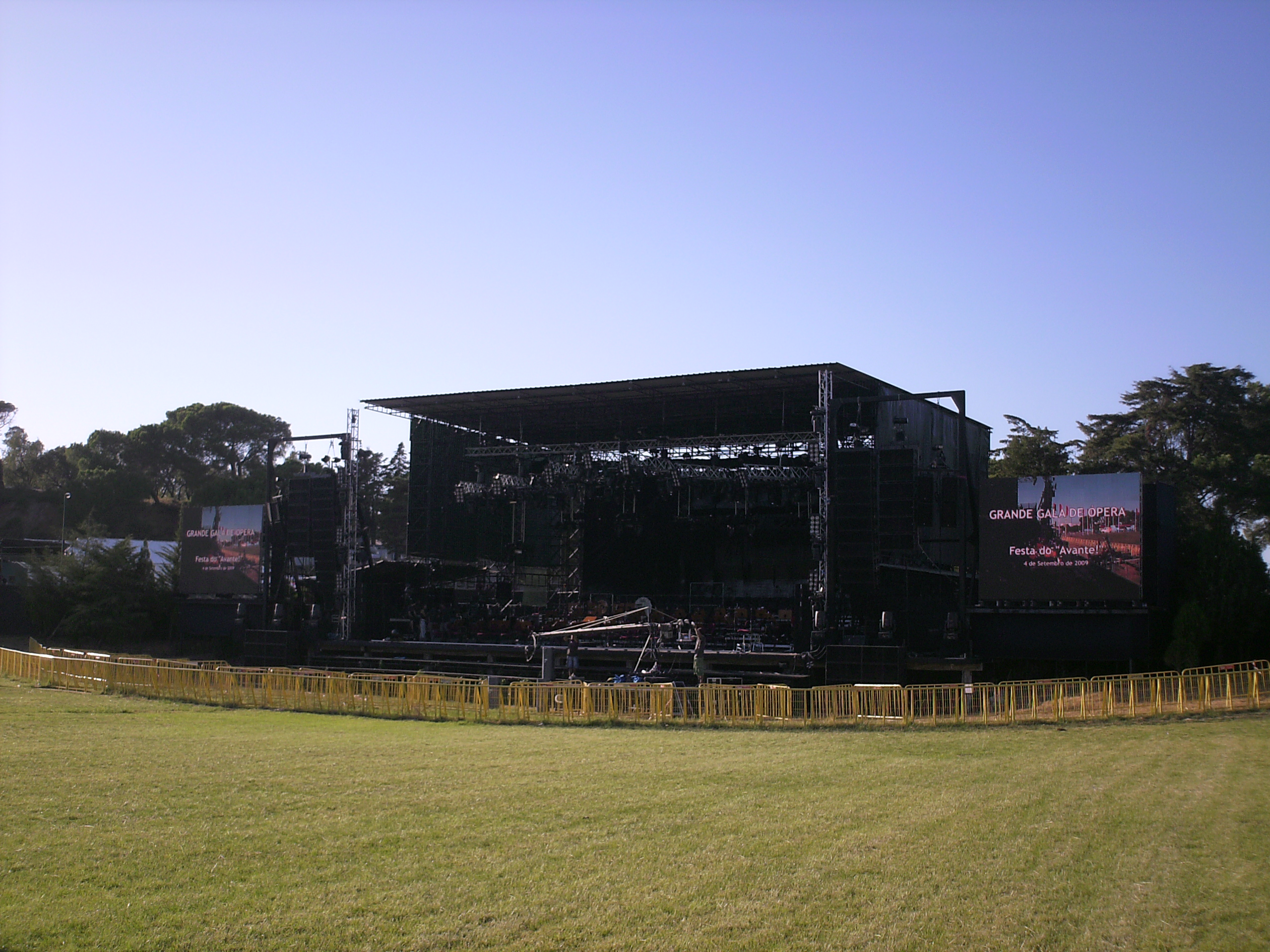
Palco 25 de Abril

O recinto é dotado de vários palcos, como os palcos 25 de Abril, que, para além de local de concertos, abre e encerra a Festa, Auditório 1.º de Maio, Arraial, Novos Valores, Café-Concerto, Setúbal, Solidariedade e Avanteatro. Entre os espaços, consta do Espaço Ciência, com várias atividades, o Espaço Criança, incumbência dos Pioneiros de Portugal, o Espaço Desporto, com uma programação abrangente de divulgação e incentivo ao desporto, o Espaço (ou Pavilhão) da Mulher, com o tema central da igualdade de género e comemorações do Dia Internacional da Mulher, entre outras coisas, o Espaço (ou Pavilhão) da Imigração, de debate, convívio e gastronomia, o Espaço da Emigração, com um objetivo semelhante, a Cidade da Juventude, constituída pelo Palco Multiusos e pelo Palco Novos Valores, de abrangentes iniciativas. O Pavilhão Central é o local que guarda a momentos da história do Partido Comunista Português e de figuras importantes, sendo também um espaço de discussão, exposição, evocação e homenagens de posições políticas. É divido nas áreas: Fórum, «À Conversa com...», Auditório de Debates, Tecnologias da Informação e Comunicação, Cineavante (Auditório de Projeção), e mais quatro áreas para exposições temáticas para a Bienal de Artes Plásticas e a Loja e Café da Amizade.

### Feiras
Realiza-se a festa do Livro, onde são divulgados livros de abrangentes editoras e autores, dando preeminência aos livros da Edições Avante! e «outros que abordem temáticas doutrinárias do Partido», e onde ocorrem lançamentos e sessões de autógrafos. Também se realiza a festa do Disco, onde são vendidos discos em vários formatos, e onde todos os anos há edições exclusivas de artistas de renome, alguns ligados ao PCP.

### Organizações

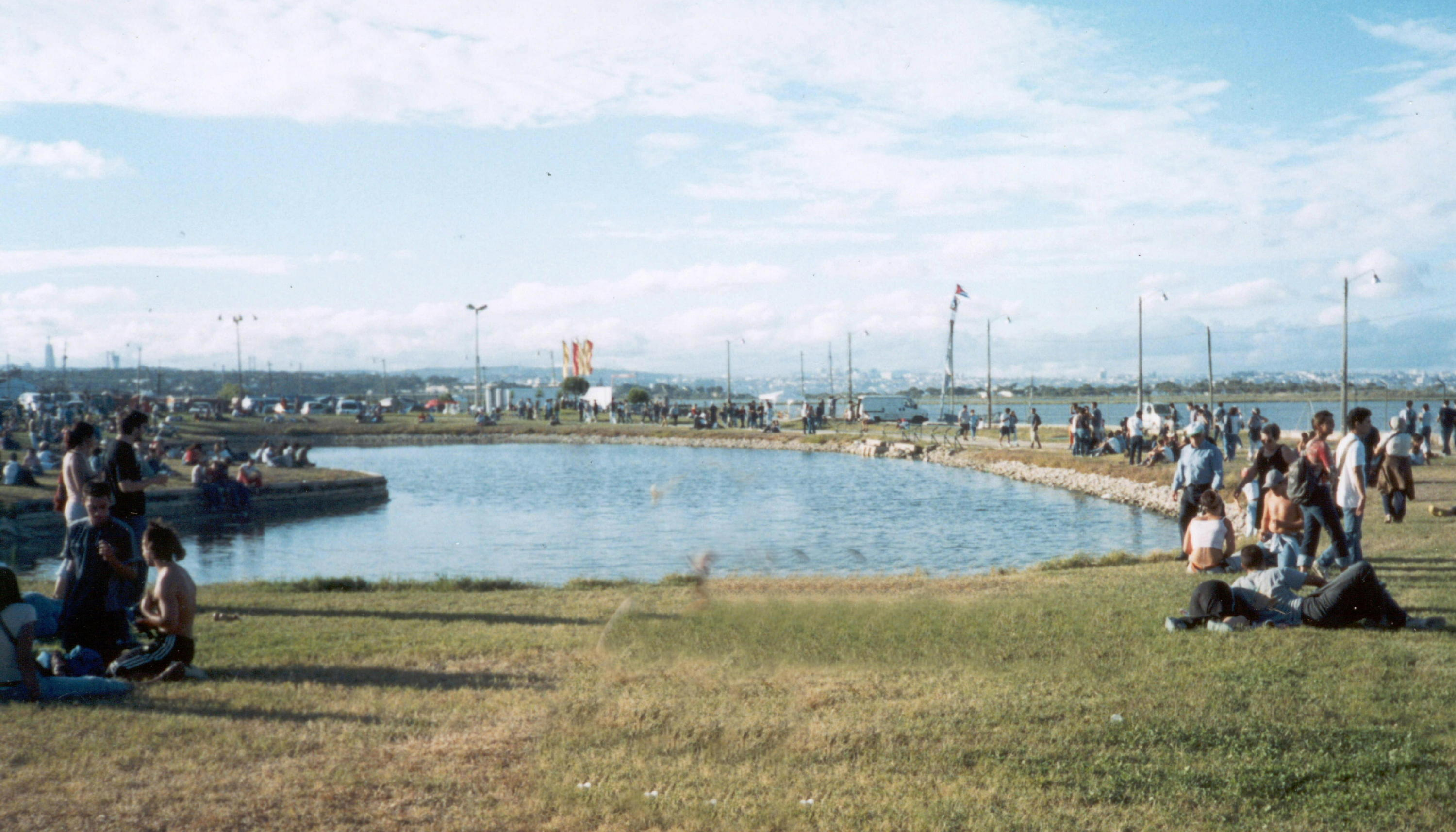
Lago artificial

#### Regionais
Há locais para as organizações regionais de Aveiro, Setúbal, Lisboa, Porto, Alentejo, Açores, Algarve, Vila Real, Braga, Coimbra, Bragança, Santarém, Viseu, Guarda/Castelo Branco, Leiria, Viana do Castelo e Madeira.

#### Internacionais
Há a participação de várias entidades internacionais, nomeadamente; alemãs: A Esquerda e Partido Comunista Alemão; angolanas: MPLA, Bolívia: Partido Comunista da Bolívia; Brasil: Partido Comunista do Brasil e Partido dos Trabalhadores; Cabo Verde: PAICV; Chile: Partido Comunista do Chile; China: Partido Comunista da China; Chipre: Partido Progressista do Povo Trabalhador (AKEL), Colômbia: Partido Comunista Colombiano; Cuba: Partido Comunista de Cuba; Espanha: Partido dos Comunistas da Catalunha; Partido Comunista de Espanha; Itália: Partido dos Comunistas Italianos e Partido da Refundação Comunista; Moçambique: FRELIMO; Palestina: Organização de Libertação da Palestina; Associação de Amizade Portugal-Cuba e Associação Iúri Gagarine.

### Alargamento da Festa

Quinta da Atalaia e a Quinta do Cabo da Marinha

A Festa do Avante! foi alargada e expandida em 2016, juntando à Quinta da Atalaia a Quinta do Cabo da Marinha, com 7 hectares, adquirida através de uma campanha nacional de angariação de fundos iniciada em outubro de 2014 por 950 mil euros.

### Citações
1. ↑  Pinheiro 2014, p. 5.
2. 1 2 3  Pinheiro 2014, p. 18.
3. 1 2 3  Pinheiro 2014, p. 15.
4. 1 2 3 4 5 6 7 8  Pinheiro 2014, p. 16.
5. ↑  Pinheiro 2014, p. 3.
6. 1 2 3 4 5 6 7  Pinheiro 2014, p. 17.
7. ↑  Avante N.º 1908.
8. ↑  Carvalho 2001.
9. 1 2  Pinheiro 2014, p. 19.
10. ↑  Pinheiro 2014, pp. 19-20.
11. 1 2 3 4  Pinheiro 2014, p. 20.
12. ↑  Pinheiro 2014, p. 21.
13. 1 2  Pinheiro 2014, pp. 23-25.
14. ↑  Pinheiro 2014, pp. 29.
15. 1 2  Pinheiro 2014, p. 24.
16. 1 2 3 4  Pinheiro 2014, p. 25.
17. ↑  Avante! N.º 2129.